# Fear, Emptiness, Despair
Albums de Napalm Death
Utopia Banished
(1992) Diatribes
(1996)
Fear, Emptiness, Despair est le cinquième album du groupe de grindcore Napalm Death. 
Cet album sorti en 1994 montre le côté expérimental de Napalm Death, côté qui va prendre le dessus sur les 3 albums suivants (Diatribes, Inside The Torn Apart et Words From The Exit Wound).

## Liste des titres
| 1.    | Twist The Knife (Slowly) | 2:52 |
| 2.    | Hung                     | 3:24 |
| 3.    | Remain Nameless          | 3:33 |
| 4.    | Plague Rages             | 3:51 |
| 5.    | More Than Meets The Eye  | 3:55 |
| 6.    | Primed Time              | 3:28 |
| 7.    | State Of Mind            | 3:32 |
| 8.    | Armageddon X 7           | 3:17 |
| 9.    | Retching On The Dirt     | 2:59 |
| 10.   | Fasting on Deception     | 3:48 |
| 11.   | Throwaway                | 3:42 |
| 34:57 |                          |      |

## Formation
- Mark "Barney" Greenway - Chant
- Jesse Pintado - Guitare
- Mitch Harris - Guitare
- Shane Embury - Basse
- Danny Herrera - Batterie

## Pressages et versions
La version Digipack limitée contient 3 titres supplémentaires:
| No | Titre                                                                           | Durée |
| -- | ------------------------------------------------------------------------------- | ----- |
| 1. | Fasting On Deception (suivis de Throwaway déjà présent dans la version normale) |       |
| 2. | Truth Drug                                                                      |       |
| 3. | Living In Denial                                                                |       |